# Reginald Sutton
Reginald Sutton (10 mei 1909 - 31 juli 1994) was een Brits waterpolospeler en zwemmer.
Reginald Sutton nam driemaal deel aan de Olympische Spelen; in 1928, 1932 en 1936. In 1928 en 1932 nam hij als deel aan de onderdelen 100 meter vrije slag en 4x200 meter vrije slag. In 1936 maakte hij deel uit van het Britse waterpoloteam dat achtste werd. Hij speelde alle zeven wedstrijden.
Leslie Ablett · 
Ernest Blake · 
David Grogan · 
William Martin · 
David McGregor · 
Frederick Milton · 
Robert Mitchell · 
Alfred North (G) ·
Leslie Palmer · 
Reginald Sutton · 
Edward Temme
Edward Peter ·
Joseph Whiteside ·
Reginald Sutton ·
 Albert Dickin